# Cenotaf

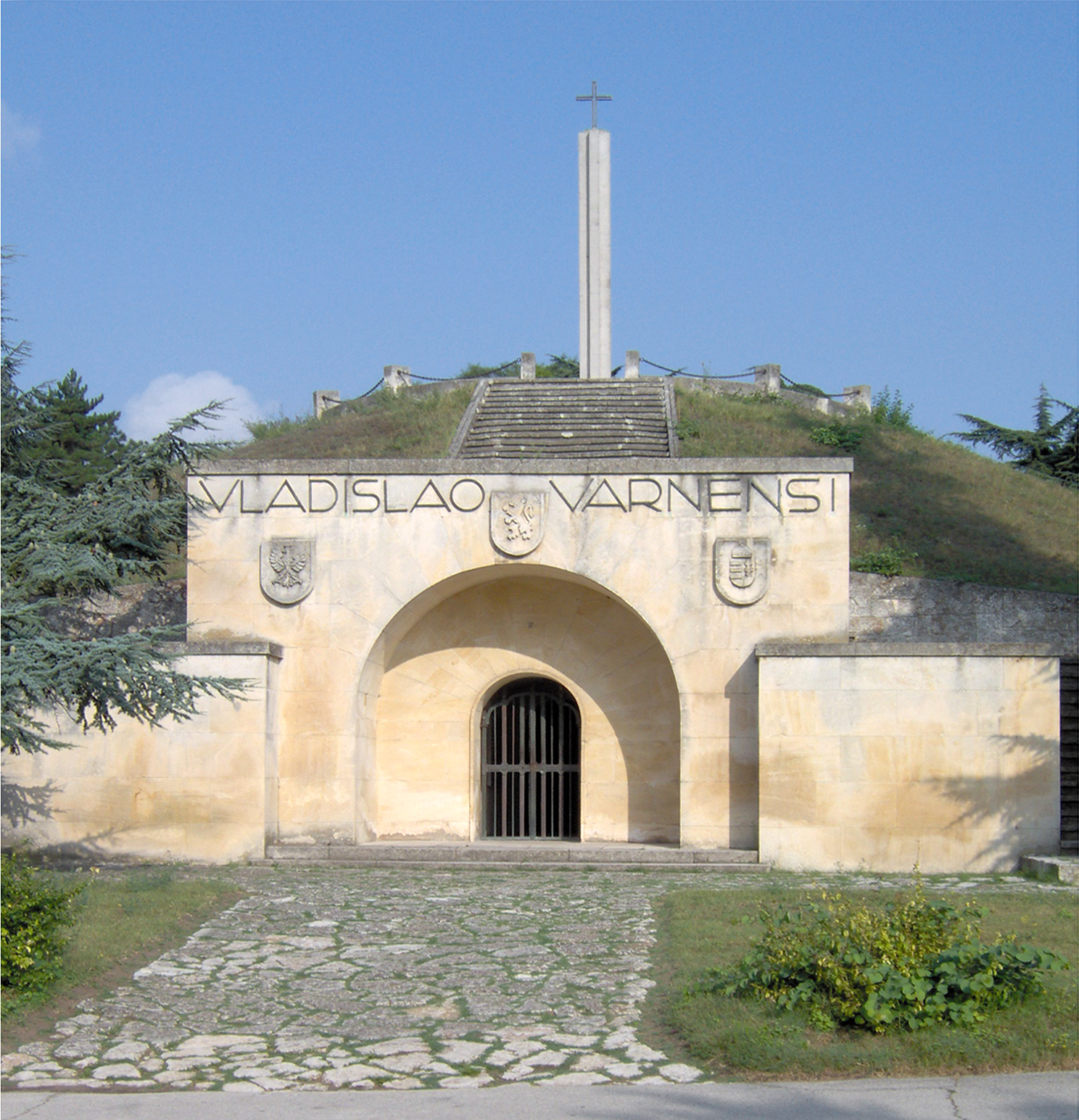
Cenotaf króla Władysława III Warneńczyka na polu bitwy pod Warną

Cenotaf (kenotaf, kenotafium) – symboliczny grobowiec, wznoszony ku czci zmarłego (nie zawierający jego szczątków). Cenotafy stawiane były w sytuacjach kiedy nie znaleziono ciała osoby zmarłej, ciało to uległo całkowitemu zniszczeniu lub jest pochowane w innym miejscu. Cenotaf może mieć również charakter pomnika. 

## Historia
Cenotafy znane są od czasów prehistorycznych. Znajdowane na stanowiskach archeologicznych puste jamy grobowe były formą pamięci o zmarłych, których ciał nie można było pochować (zmarli daleko od ojczyzny, ofiary zbrodni, topielcy, samobójcy itp.). Wykonanie cenotafu dawało wspólnocie możliwość przeprowadzenia rytuału pogrzebowego, a tym samym utrzymanie społecznych więzi.
Popularne były w  starożytnym Egipcie, przykładem mogą być cenotafy królewskie w Abydos, miejscu kultu Ozyrysa.
W starożytnej Grecji i Rzymie wznoszono dwa rodzaje cenotafów:
- tumulus inanis (łac. „pusty grób”) – symboliczny grób dla upamiętnienia zmarłego lub poległego poza granicami kraju;
- tumulus honorarius (łac. „grób zaszczytny”) – wznoszony dla uczczenia bohaterów, np. w miejscu ich śmierci.

W czasach nowożytnych budowano cenotafy o charakterze pomników, dla uczczenia ofiar wojennych lub zmarłych tragicznie w katastrofach. Przykładem mogą być symboliczne groby nieznanego żołnierza, np. w Londynie, Belfaście czy w Auckland. 
Odrębną grupą nowożytnych cenotafów są symboliczne groby świętych i proroków. 

## Przykłady cenotafów

### Cenotafy upamiętniające osoby pochowane w innych miejscach

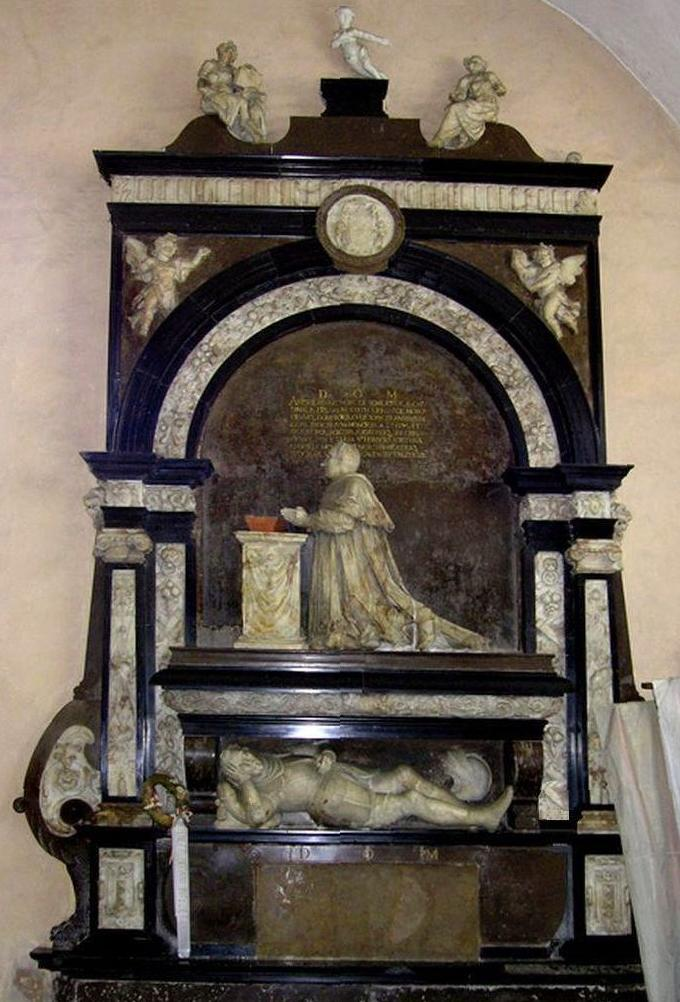
Cenotaf Andrzeja i Baltazara Batorych z kościoła św. Andrzeja Apostoła w Barczewie

Przykłady: cenotaf Michała Anioła Buonarrotiego w Rzymie (właściwy grobowiec we Florencji) i cenotaf Dantego Alighieri we Florencji (właściwy grobowiec w Rawennie). Przykłady w Polsce: Jan Tarło, Michał Kazimierz Ogiński, Jan Paweł II w Panteonie Wielkich Polaków w Świątyni Opatrzności Bożej w Warszawie, Lech Kaczyński na Cmentarzu Powązkowskim w Warszawie oraz Andrzej i Baltazar Batory w Barczewie.

### Symboliczne groby świętych i proroków
W czasach nowożytnych spotyka się cenotafy świętych, postaci historycznych, np. św. Wojciecha w kształcie tumby w katedrze w Gnieźnie, ustawiony obok relikwiarza.

### Symboliczne grobowce - pomniki
Przykładem cenotafu tego typu jest Grób Nieznanego Żołnierza w Krakowie.

### Kopce
Za oryginalną formę cenotafu uznaje się kopce, w Polsce są to m.in. Kopiec Kraka, Kopiec Wandy, Kopiec Kościuszki i Kopiec Piłsudskiego. 

## Cenotafy w Indiach
Cenotafy indyjskie upamiętniały najczęściej przedstawicieli arystokracji. Tworzono również cenotafy dla par małżeńskich, gdy żona zdecydowała się na śmierć w ceremonii sati. Przyjmowały formę grupy kolumn usytuowanych na planie kwadratu lub koła, zwieńczonych dachem lub kopułą. W centrum takiego symbolicznego grobowca ustawiano kolumnę, płytę kwadratową lub lingam.